# Тулузька школа економіки
Тулузька школа економіки (Toulouse School of Economics) — спеціалізований вищий навчальний заклад, організований в Університеті Тулузи. У 2012 році у рейтингу REPEC Тулузька школа економіки посідала 12 місце серед найбільш продуктивних економічних факультетів у світі та 4 місце в Європі.

## Консультативна рада
До консультативної ради школи входять:
- Сюзан Етей (Гарвардський університет)
- Річард Бланделл (Університетський коледж лондона)
- Франсуа Бургіньон (Паризька школа економіки)
- Матіас Деватріпон (Брюссельський вільний університет)
- Івар Екланд (Університет Британської Колумбії)
- Армін Фальк (Боннський університет)
- Дрю Фуденберг (Гарвардський університет)
- Бенгт Гольстрем (Массачусетський технологічний інститут)
- Пол Джосков (Массачусетський технологічний інститут)
- Андреу Мас-Коллел (Університет Помпеу Фабра)
- Ерік Мескін (Гарвардський університет)
- Роджер Маєрсон (Чиказький університет)
- Торстен Персон (Стокгольмська школа економіки)
- Амартія Кумар Сен (Гарвардський університет)